# Shravasti

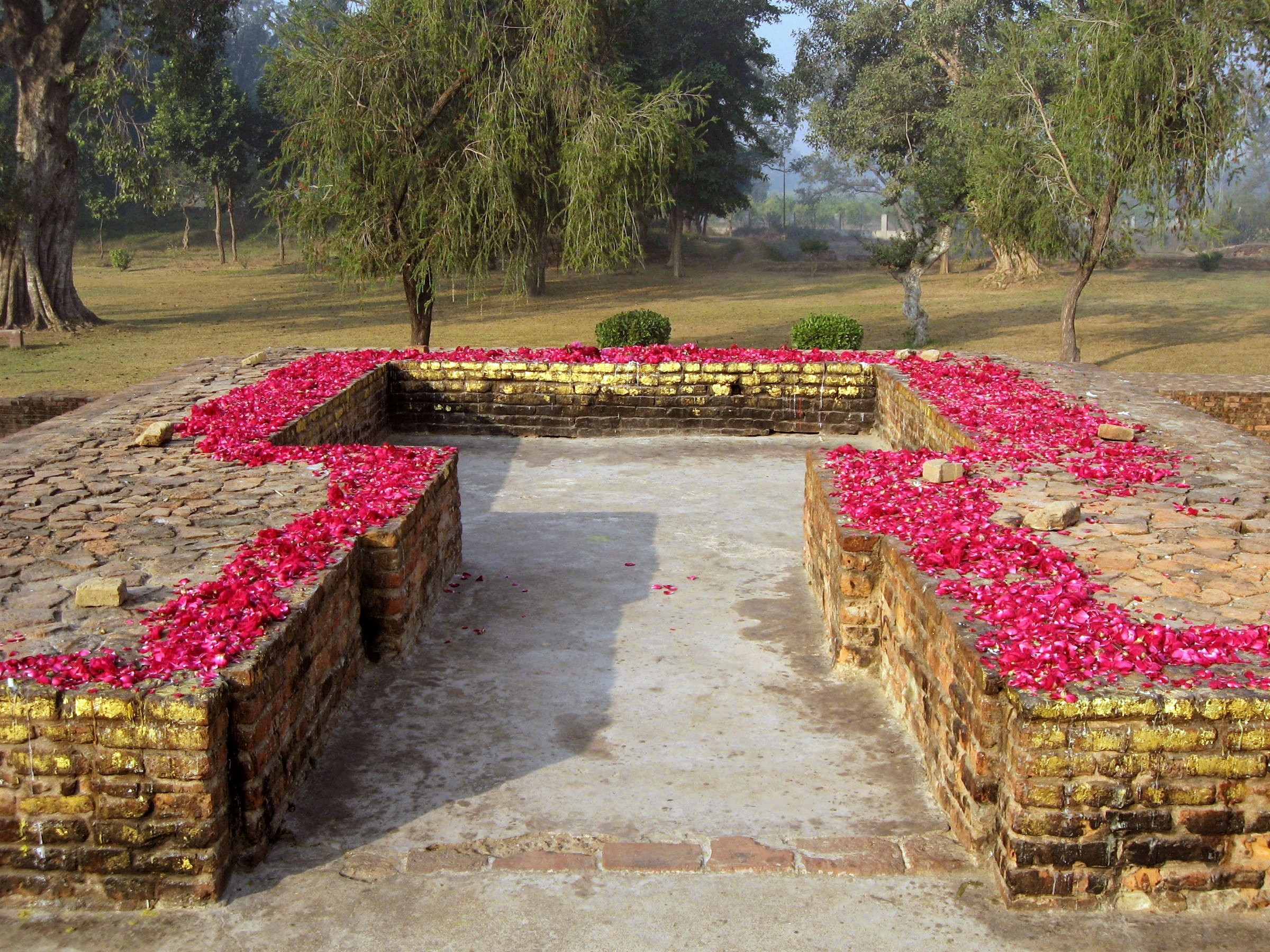
Resti della capanna di Buddha nel monastero di Jetavana.

Shravasti (Śrāvastī, lingua pāli: Sāvatthī) era la capitale del regno di Kosala nell'antica India e il luogo in cui il Buddha visse maggiormente dopo la sua illuminazione. È vicina al fiume Rapti nella parte nord-orientale dell'Uttar Pradesh, in India, vicino al confine con il Nepal.
Sravasti è uno dei siti più venerati nel buddhismo. Si crede che sia il luogo in cui il Buddha insegnò molti dei suoi Sutta (sermoni), convertì molti dei suoi famosi discepoli e compì i suoi "miracoli Sravasti", il "grande miracolo" e il "doppio miracolo", un soggetto di numerosi rilievi storici, statue e della letteratura nel buddismo. Shravasti è importante anche per l'induismo e il giainismo. I primi manoscritti di entrambe le religioni lo menzionano e tessono alcune delle loro leggende a Shravasti. Gli scavi archeologici del sito di Shravasti hanno portato alla luce numerose opere d'arte e monumenti legati al buddhismo, all'induismo e al giainismo.
Shravasti, come capitale, era all'incrocio di tre importanti rotte commerciali nell'antica India, collegandola alle diverse regioni del subcontinente indiano. Lastre e statue incise trovate a Sravasti e nelle vicinanze suggeriscono che fosse un sito buddista attivo e un'area prospera dal tempo del Buddha (circa V secolo a.C.) almeno fino al XII secolo. Fu distrutta e ricoperta di tumuli qualche tempo dopo il XIII secolo, segnando cronologicamente l'arrivo e l'istituzione del Sultanato di Delhi. Gli scavi, tra il 1986 e il 1996, condotti da archeologi giapponesi, hanno suggerito che il sito continuò a essere costruito e ampliato durante il I millennio. Successivamente, la scoperta di numerosi resti di carbone e suolo bruciato suggeriscono che gran parte del sito andò bruciato e danneggiato, mentre altre parti andarono in disuso e subirono gli effetti dell'erosione.
Il sito di Sravasti è stato riscoperto da un gruppo di archeologi britannici e indiani alla fine del XIX secolo. Ha attirato ondate di scavi sistematici dalla fine del XIX secolo fino agli anni 1990. Ora è una piccola città, un centro di turismo storico e pellegrinaggio religioso di buddhisti di tutto il mondo.

## Posizione

Sravasti e altri siti buddisti

Shravasti (Sravasti) si trova ai piedi meridionali dell'Himalaya, ora nel distretto di Shravasti dell'Uttar Pradesh. Questa è una regione di molti fiumi e piccoli corsi d'acqua. Sravasti si trova sulle rive del fiume Rapti occidentale (Achiravati), ora un fiume stagionale che in genere si prosciuga in estate. Si trova a circa 50 km dal nodo ferroviario e degli autobus di Gonda e a 170 km a nord-est dell'aeroporto di Lucknow. È collegata alla rete autostradale indiana con le strade NH-927, 730 e 330.

## Nomenclatura
Shravasti è indicata anche come Saheth-Maheth, o talvolta solo Sahet-Mahet, negli studi archeologici e storici. Si tratta di due siti separati da meno 2 chilometri. Saheth è più piccolo e contiene i monumenti di Jetavana. Maheth si riferisce al complesso murato all'interno di un antico forte di fango molto danneggiato. Il sito è più noto per i suoi monumenti buddisti, anche se qui sono state trovate importanti rovine di antichi templi indù e giainisti insieme a opere d'arte. Adiacenti a Maheth, a nord-ovest, si trovano anche tombe islamiche di epoca medievale.
La parola Shravasti è radicata nel sanscrito e nella tradizione indù. Nella letteratura pali e buddista, si chiama Savatthi. La prima letteratura buddista dipinge Savatthi come un mega centro urbano ai tempi del Buddha. Il commentatore e filosofo buddista, del V secolo, Buddhaghosa, vissuto circa 900 anni dopo la morte del Buddha, afferma che a Savatthi c'erano 5,7 milioni di residenti. Questo non è plausibile e probabilmente un'esagerazione grossolana basata sulle tradizioni orali buddiste. Tuttavia, riflette anche una memoria comunitaria di Shravasti come una grande capitale prospera. Nella letteratura Ajivika e giainista, la stessa capitale del Kosala è chiamata Saravana, Kunalnagari e Chandrikapuri. Come Saravana, questo sito è considerato il luogo di nascita di Gosala Mankhaliputta.

## Storia

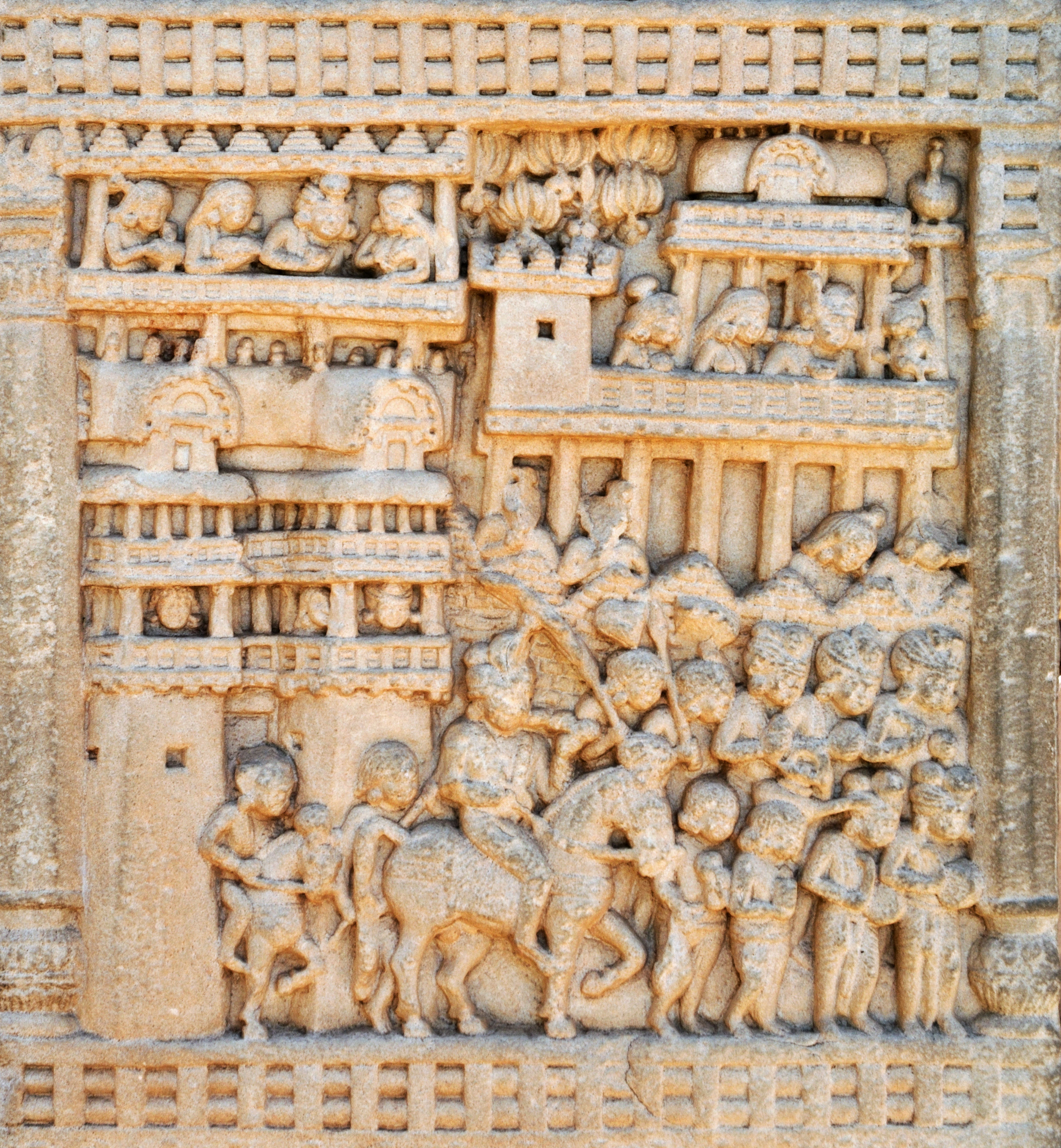
Processione di Prasenajit di Kosala che lascia Sravasti per incontrare il Buddha. Sanchi.

L'antica Shravasti si trova nella letteratura di tutte le principali religioni indiane. Di queste, le fonti buddiste sono le più estese. È anche descritta in documenti più storici come quelli lasciati dai pellegrini cinesi in India.

### Fonti buddiste
Shravasti è il luogo in cui il Buddha tenne la maggior parte dei suoi discorsi, in seguito ricordati dai suoi seguaci e secoli dopo scritti come Sutta. Secondo Woodward, 871 sutta nei quattro Nikaya dei canoni buddisti vennero detti a Shravasti. Questi testi aggiungono che il Buddha trascorse venticinque varsha a Shravasti. Studiosi come Rhys Davids affermano che questo potrebbe significare due cose. O il Buddha visse principalmente a Shravasti dopo la sua illuminazione, o che la tradizione orale nel primo buddismo era "sistematizzata a Shravasti". Malalasekera, uno storico del buddismo, considera la prima ipotesi più probabile. Ad ogni modo, Shravasti è il luogo chiave in cui quasi tutti gli insegnamenti ricordati del Buddha furono ascoltati o compilati, e secoli dopo furono registrati come canone Pali altrove.
Shravasti è anche menzionata come la capitale e la casa del re Prasenajit, dove viveva il patrono reale del Buddha. Era anche la casa di Anathapindika, il primo donatore più ricco del Buddha. Anathapindika è famoso nella letteratura buddista come colui che offrì il suo boschetto e le sue residenze a Jetavana.
Nella tradizione buddista, il Buddha è ricordato per aver compiuto miracoli, due dei quali sono particolarmente apprezzati nei rilievi trovati nei suoi stupa, nelle opere d'arte e nella letteratura. Si crede che il Buddha abbia eseguito il Mahapratiharya o il "grande miracolo", e lo Yamakapratiharya o il "miracolo gemello" a Shravasti. Questi sono chiamati i "miracoli Sravasti".

### Fonti giainiste
Sravasti è spesso menzionata nelle fonti giainiste. È anche chiamata Chandrapuri o Chandrikapuri, perché i testi giainisti affermano che due dei loro Tirthamkara nacquero qui milioni di anni fa, in epoca preistorica: Sambhavanatha (III) e Chandraprabhanatha (VIII di 24). Inoltre, Shravasti è il luogo delle aspre discussioni e dell'incontro tra Mahavira, il XXIV Tirthankara, e Gosala Mankhaliputta, il fondatore di Ajivikas e suo rivale. Secondo i testi giainisti, il Mahavira visitò Shravasti molte volte e vi trascorse una stagione dei monsoni varsha. Fu ospitato da un ricco mercante di nome Nandinipriya. Gli antichi studiosi giainisti come Kapila, Maghavan e Keshi studiavano a Shravasti.

### Fonti indù
Il re di Kosala, patrono del buddismo, del giainismo e degli Ajivika nel suo regno, eseguiva rituali vedici, sponsorizzando molte scuole vediche. In questi e altri modi, Shravasti è menzionata in numerosi testi indù. I testi buddhisti e giainisti confermano la presenza di numerosi bramini (studiosi) e maestri vedici a Shravasti. Sono presentati come idee dibattute, con fonti buddhiste che mostrano che le idee del Buddha sono superiori, mentre fonti giainiste mostrano le idee dei Tirthankara come superiori, entrambe deridendo tutte le altre. In testi indù come i poemi epici, si afferma che Shravasti venne fondata da un re vedico di nome Sravasta (o Sravastaka), figlio del re Srava. L'antico nome è ampiamente menzionato sia nel Rāmāyaṇa che nel Mahābhārata. Numerosi testi indù successivi come l'Harsha-charita e il Kathasarit-sagara, basano alcune delle loro leggende a Shravasti.

### Pellegrini cinesi
Il pellegrino cinese Fa-Hein viaggiò in India intorno al 399 e vi rimase per circa 10 anni nella sua ricerca per imparare il sanscrito e ottenere testi buddisti originali. Menziona Shravasti e descrive come raggiunse Kapilavastu da Shravasti. I suggerimenti e le scene menzionate da Faxian furono una delle basi di un'errata congettura dell'era coloniale sull'attuale posizione della storica Kapilavastu, il luogo di nascita del Buddha.
Xuanzang descrive il paese di Shravasti nel Fascicolo 6 del suo diario di viaggio Dà Táng Xīyù Jì. In questo fascicolo presenta quattro paesi, tra cui Shravasti, e descrive i villaggi e le città della regione come deserti e fatiscenti. Dice che il paese di Shravasti ha più di seimila abitanti con una capitale che è desolata, anche se alcuni residenti vivono ancora li. Menziona che ha oltre cento monasteri, molti fatiscenti. In questi monasteri, i monaci buddisti studiano il Buddismo Hinayana (ora chiamato Theravada, Xuanzang apparteneva alla tradizione del Buddismo Mahayana). [20]
Vide i resti in decomposizione del palazzo di Prasenajit, poi a est lo stupa della Grande Sala del Dhamma, un altro stupa e un tempio alla zia materna del Buddha. Accanto a questi, afferma che c'era il grande stupa di Aṅgulimāla. A circa 2 chilometri a sud della città, vide il giardino di Jetavana con due pilastri alti 70 piedi di fronte a un monastero fatiscente. Un grande pilastro aveva una ruota scolpita in cima, l'altro un toro. Xuanzang visitò e raccontò tutti i monumenti associati alle leggende Sravasti con il Buddha. Visitò anche un tempio buddista alto 60 piedi con un'immagine del Buddha seduto e un tempio dei deva delle stesse dimensioni del tempio del Buddha, entrambi in buone condizioni. A oltre 24 km a nord-ovest della capitale Sravasti, vide una serie di stupa costruiti da Ashoka per Kāśyapa Buddha. [20]

## Sito archeologico

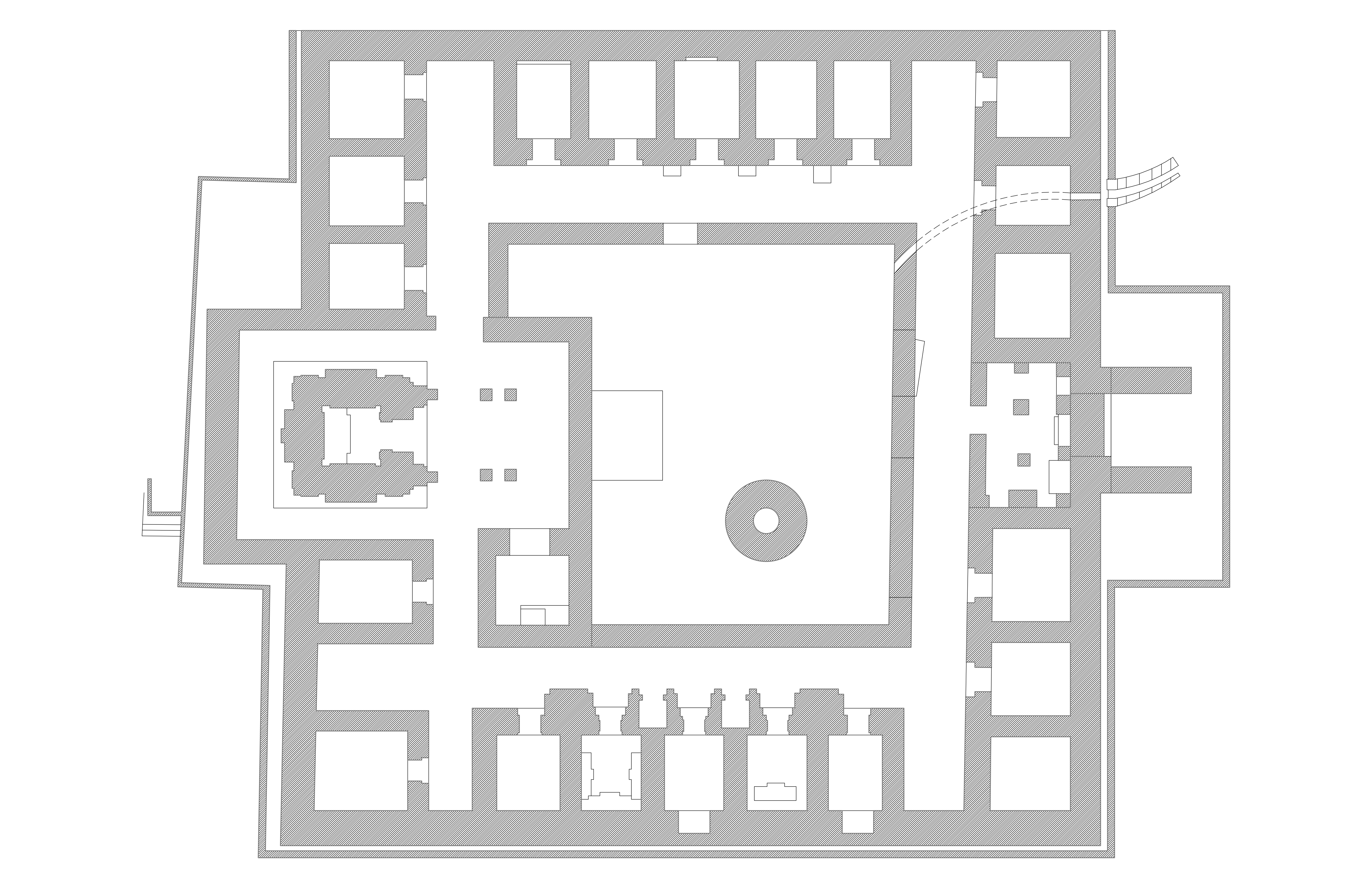
Pianta di uno degli antichi monumenti Shravasti scavati.

Il sito archeologico di Shravasti, chiamato anche sito Saheth-Maheth, si trova a sud del fiume Rapti. È circondato da massicce mura in rovina alte circa 18 metri, costruite intorno al III secolo a.C. Queste mura diventano visibili da lontano quando ci si avvicina al sito. Avvicinandosi da Lucknow, dopo le mura, girando a destra si giunge al sito di Maheth, mentre il sito di Saheth con il monastero di Jetavana è più avanti di circa mezzo chilometro. Più avanti, a nord, c'è il fiume Rapti stagionale che probabilmente ha cambiato corso negli ultimi 2000 anni. Le colline pedemontane dell'Himalaya nepalese incorniciano la vista a nord.
Il sito archeologico di Shravasti e la sua potenziale importanza furono identificati per la prima volta dall'archeologo britannico Alexander Cunningham nel 1863. A quel tempo, il sito era costituito da due tumuli significativi, oltre a monumenti le cui pietre e mattoni erano in parte visibili e ricoperti di vegetazione, il tutto all'interno delle massicce rovine delle antiche mura. Gli studiosi del suo tempo stavano discutendo le località candidate in competizione, in India e Nepal, per "l'antico sito di Shravasti", in gran parte basandosi sui diari di viaggio dei pellegrini cinesi. Cunningham collegò questo sito con un'immagine colossale del Bodhisattva trovata nelle vicinanze con un'iscrizione dell'inizio dell'era Kushana. Misurò anche e pubblicò una mappa piuttosto dettagliata sia per Saheth che per Maheth.

## Shravasti contemporanea
Il sito del monastero di Jetavana è la principale destinazione dei pellegrini, con meditazione e canto principalmente praticati presso il Gandhakuti (la capanna del Buddha) e l'albero di Anandabodhi. A Shravasti sono stati costruiti monasteri buddisti dei seguenti paesi: Thailandia, Corea del Sud, Sri Lanka, Birmania, Tibet e Cina.

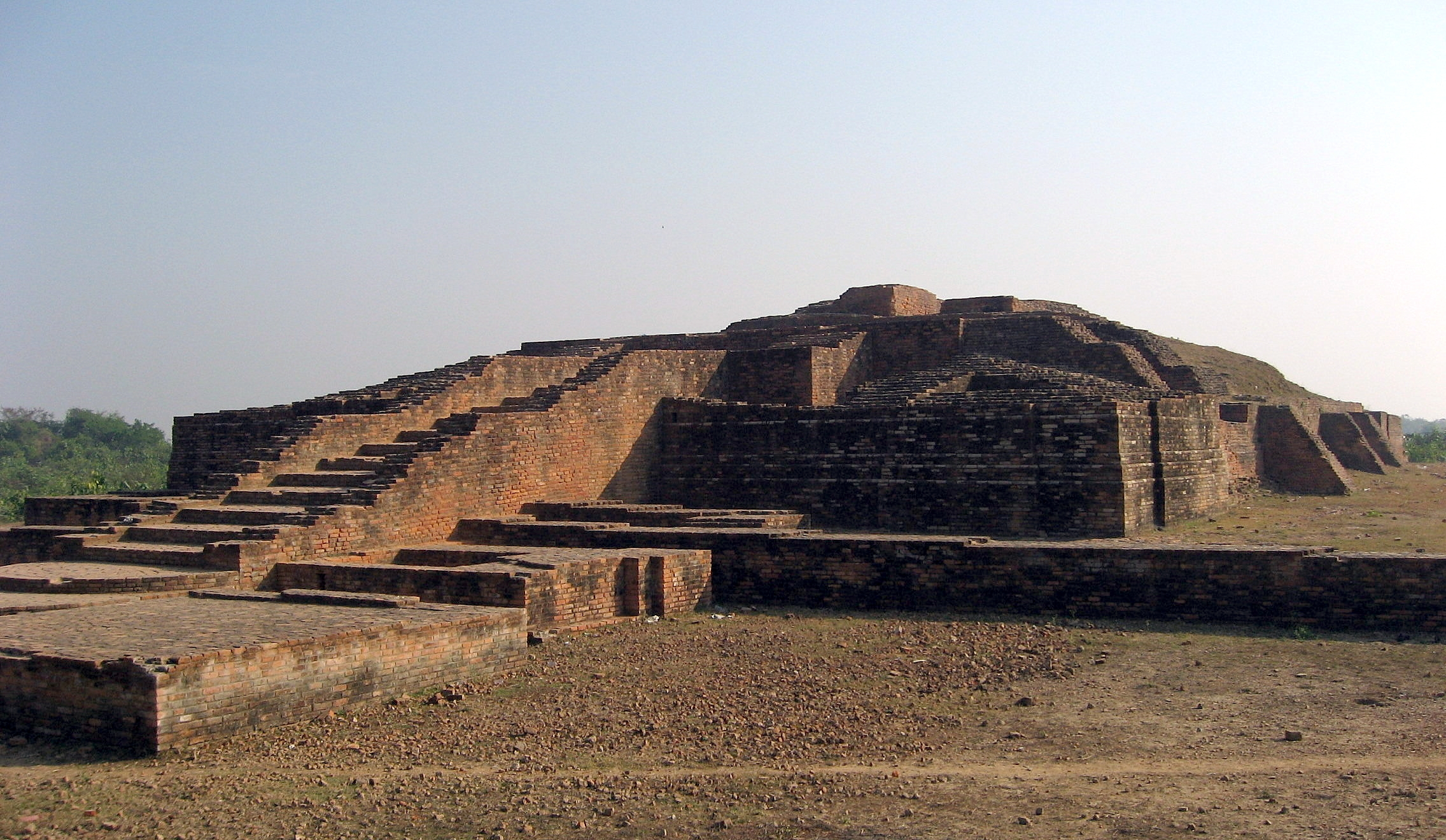
Stupa di Anathapindika a Shravasti.
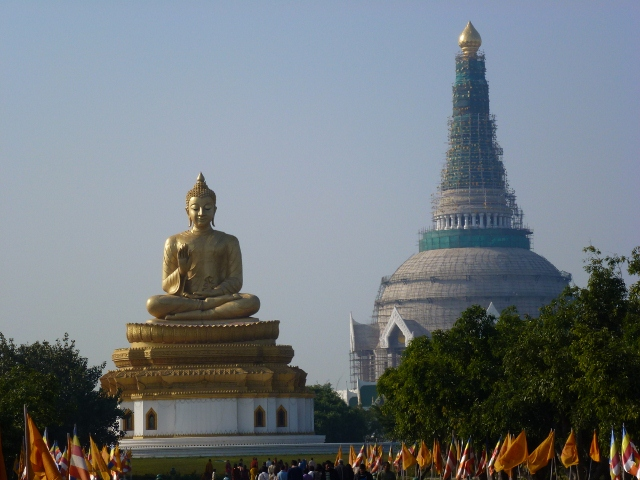
La statua del Buddha a Shrawast.
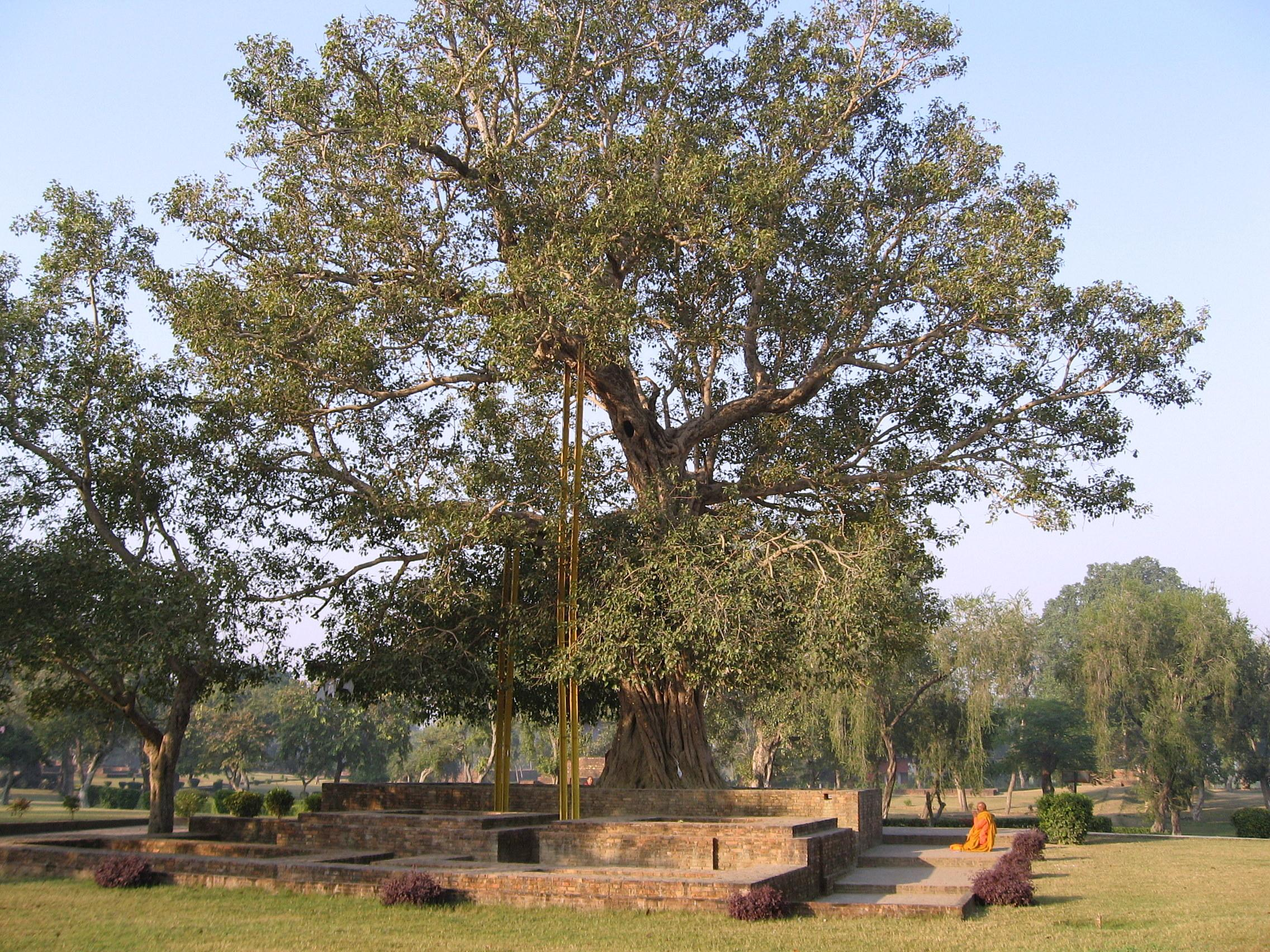
Albero di Anandabodhi nel monastero di Jetavana.
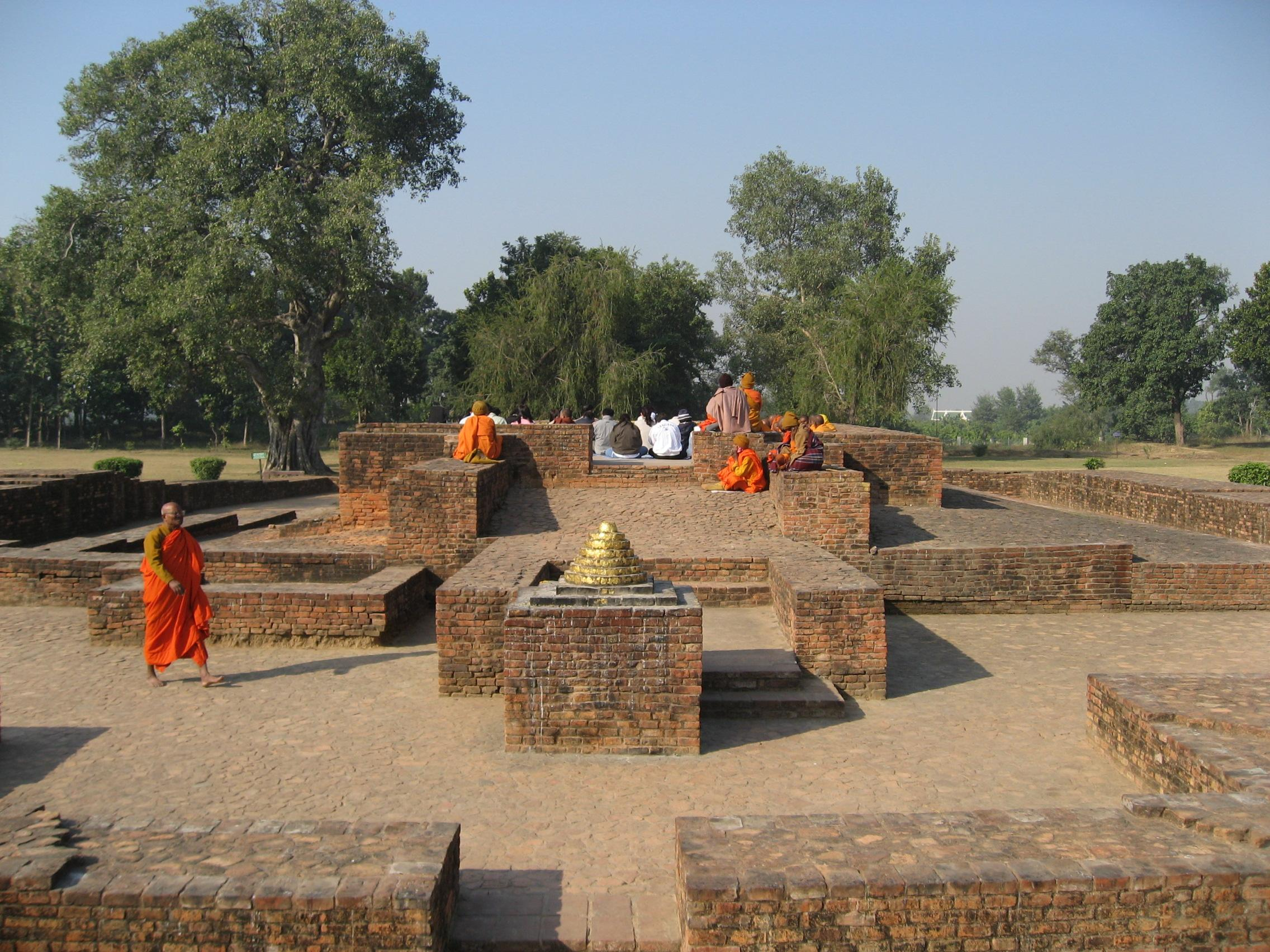
Gandhakuti (capanna del Buddha) a Jetavana.
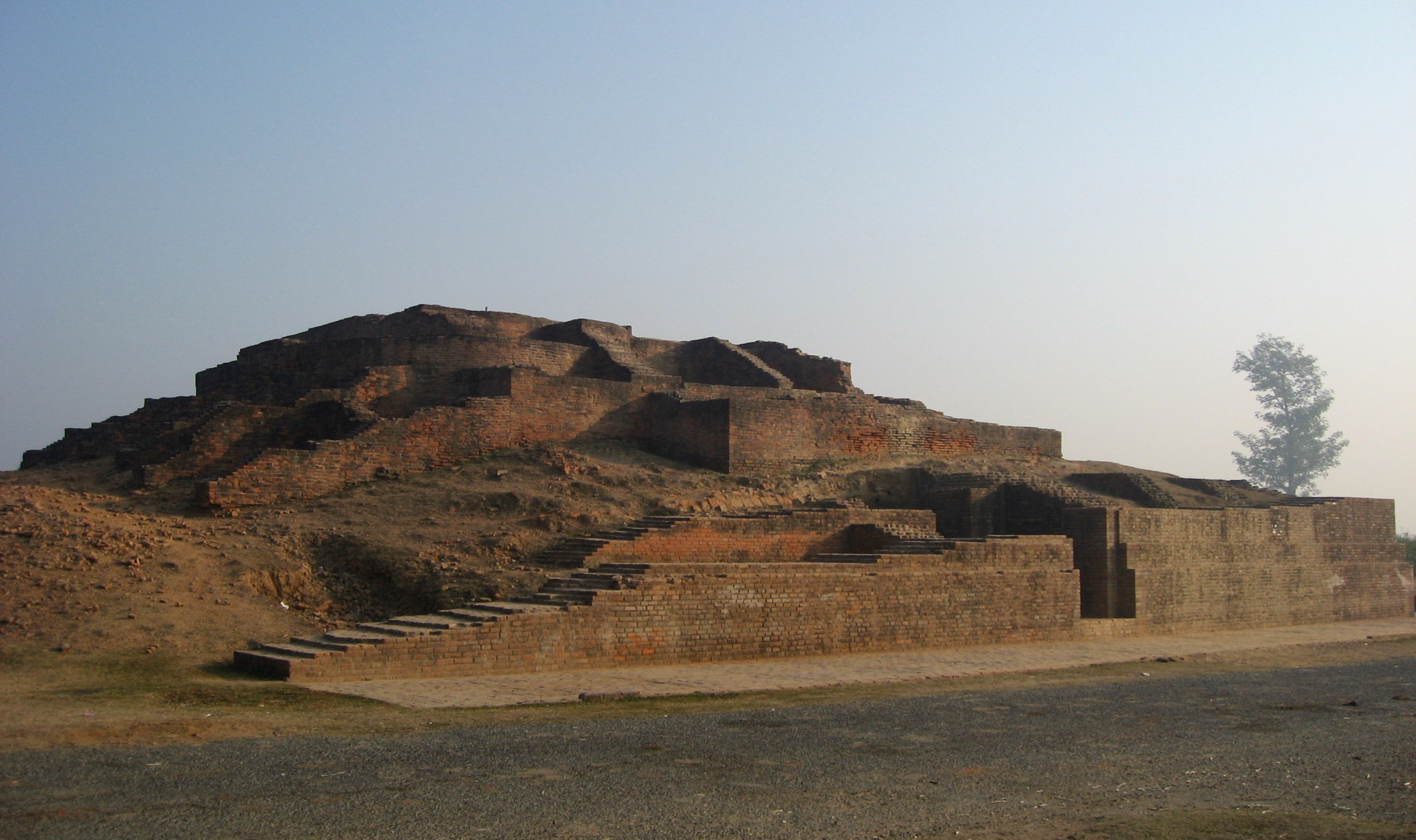
Stupa di Angulimala.
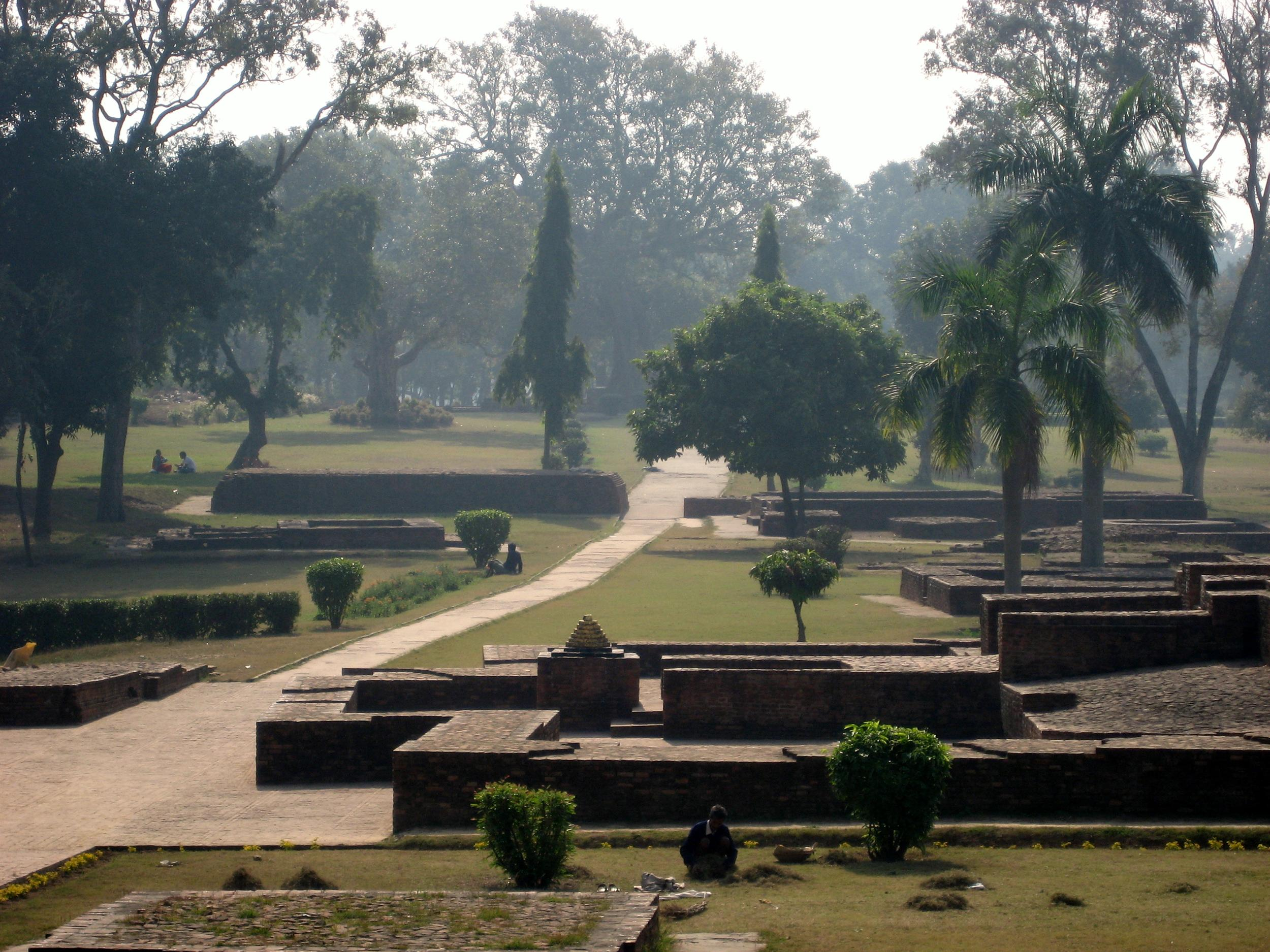
Scena a Jetavana.
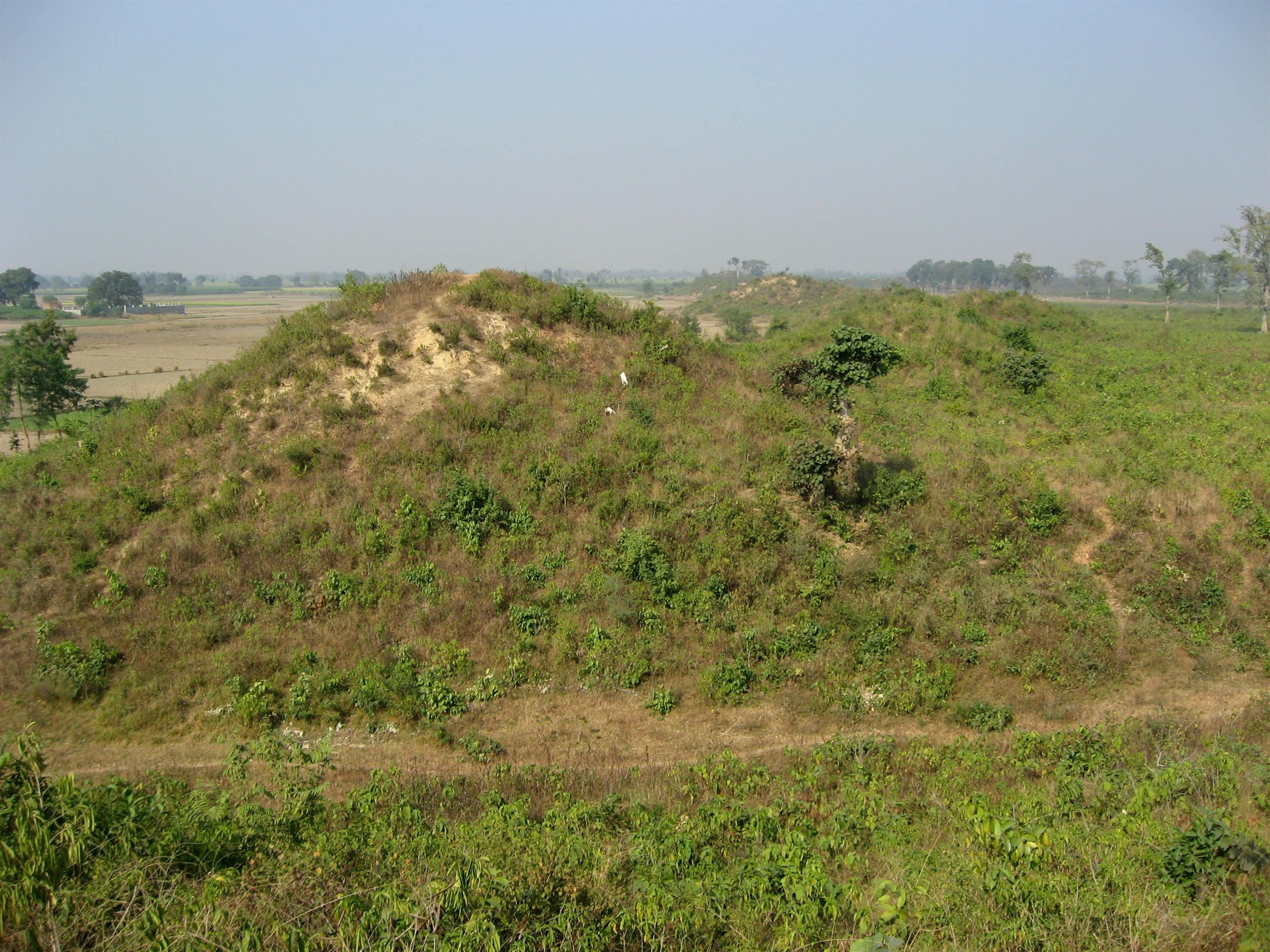
Mura della città di Shravasti, con l'antica porta della città.
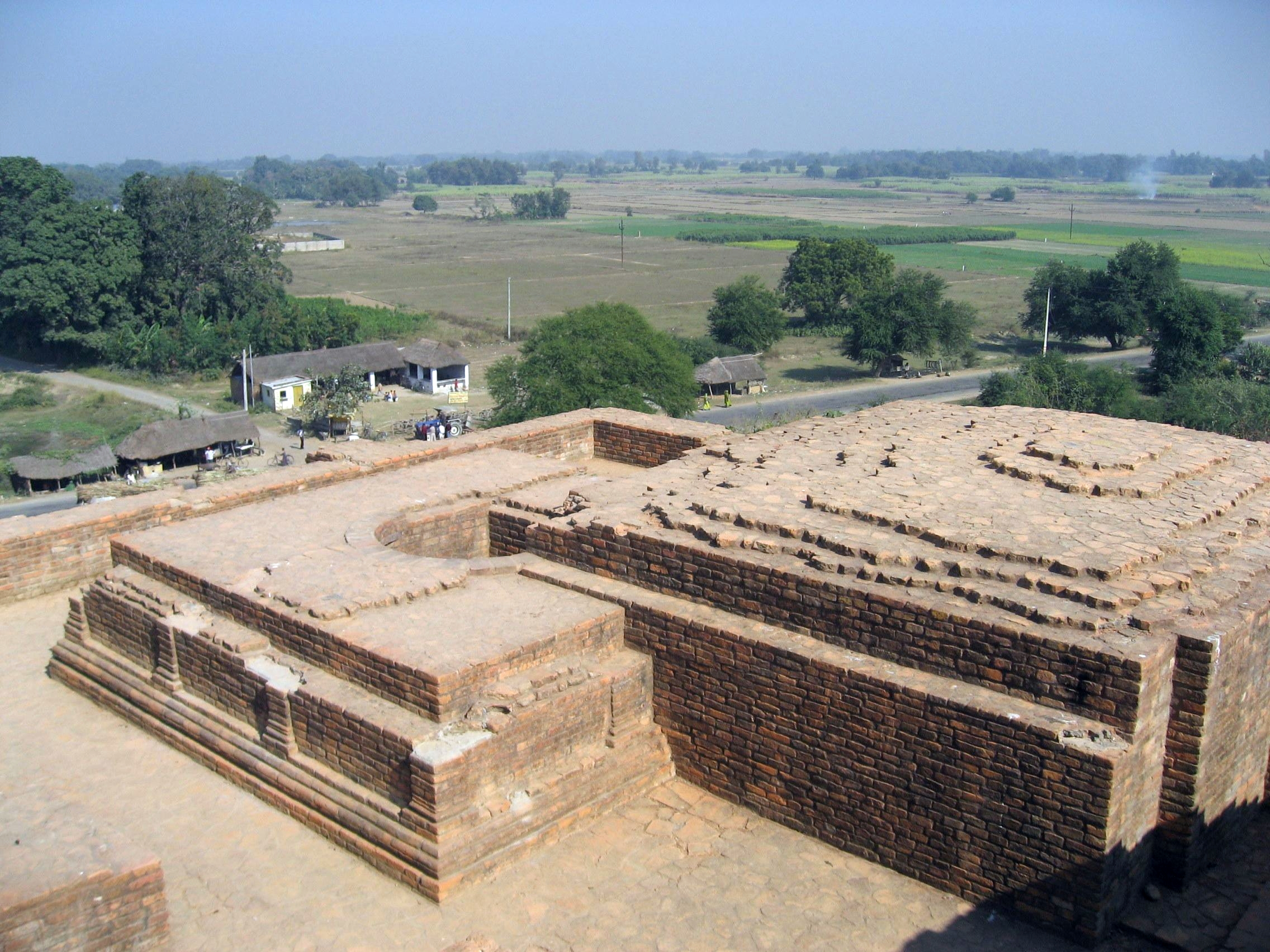
Stupa del Miracolo Gemello.
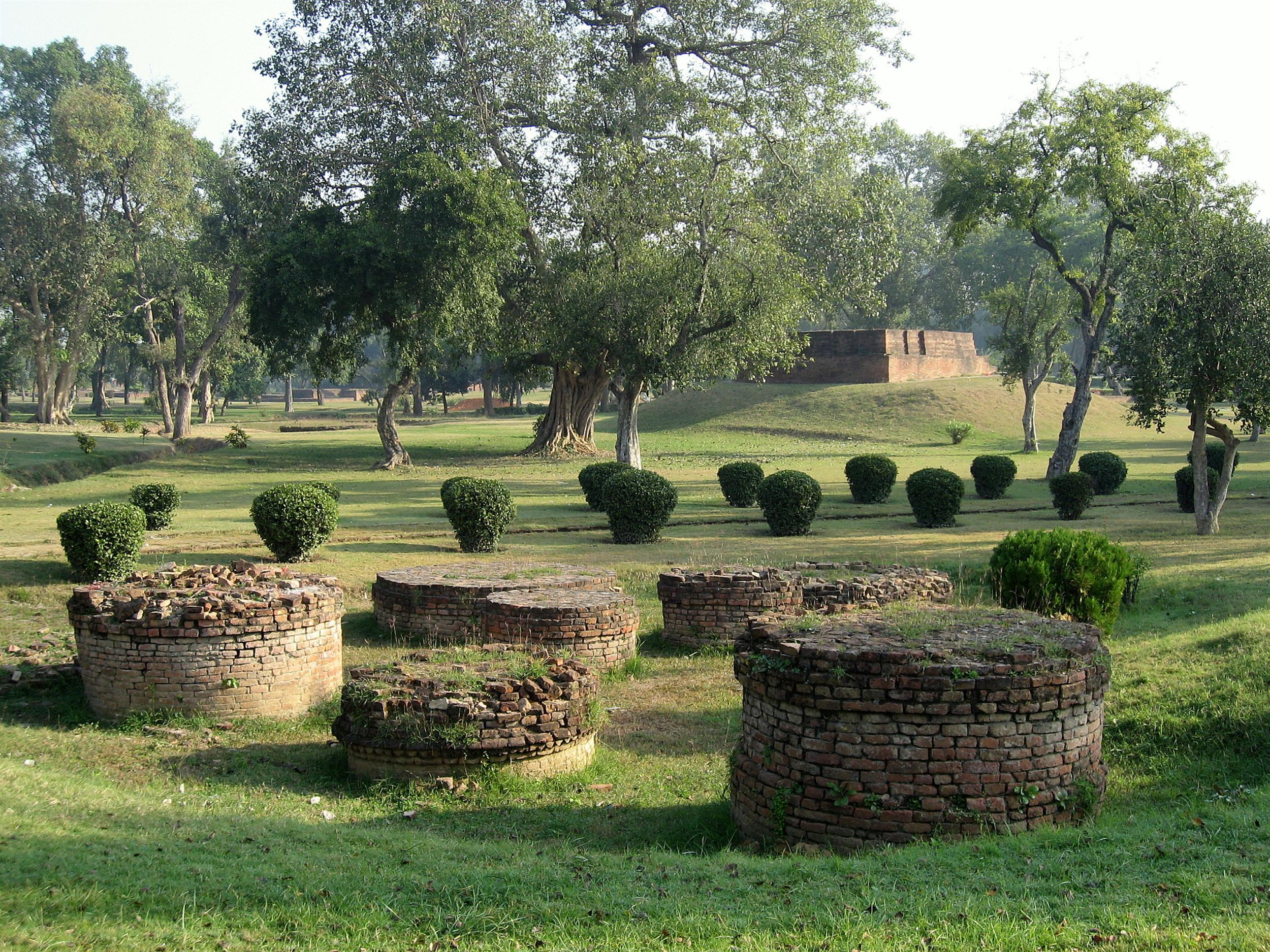
Scena a Jetavana, che mostra alcuni piccoli stupa.
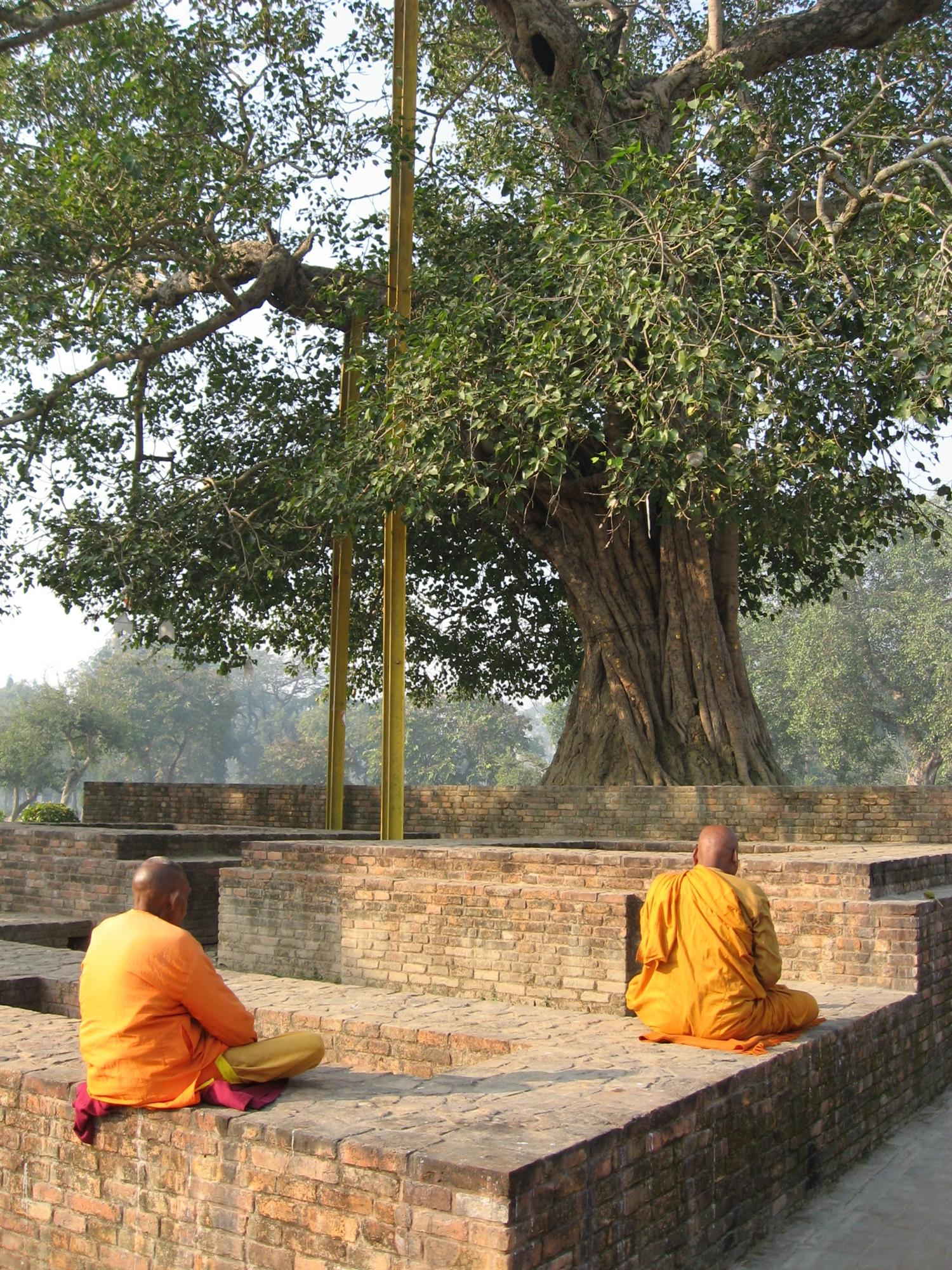
Monaci buddisti che meditano sotto l'albero di Anandabodhi.
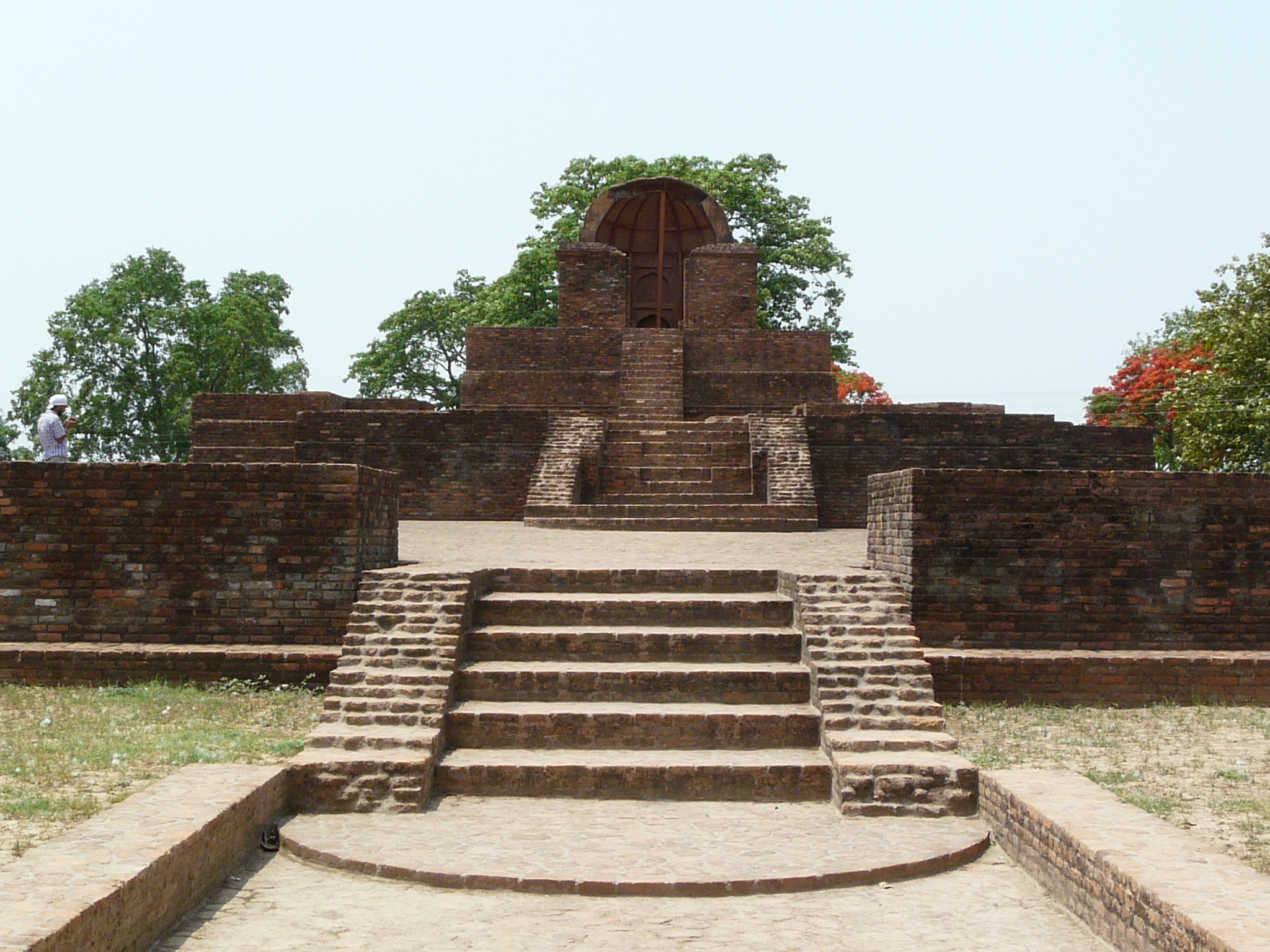
Tempio giainista Shobhnath.

## Eredità
Il sito è la base dell'opera d'arte "Miracolo di Sravasti" trovata in numerosi siti e letteratura buddisti, in tutta l'Asia.

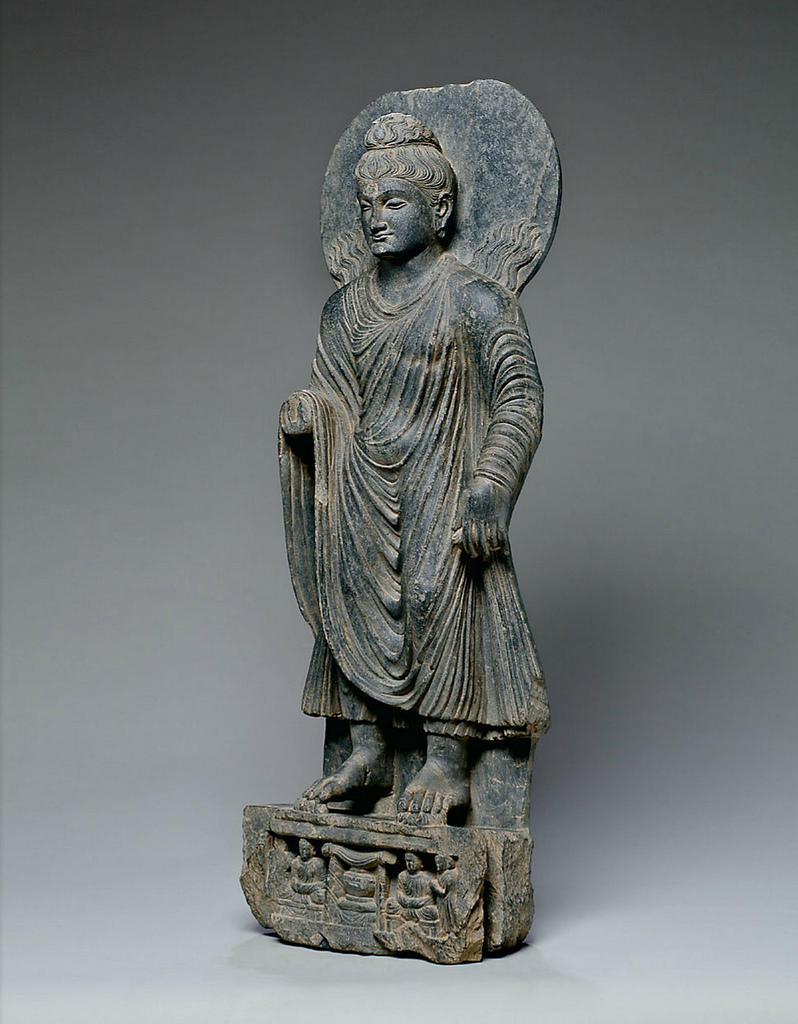
Statua di Buddha che esegue il miracolo di Shravasti, Gandhara, 100-200
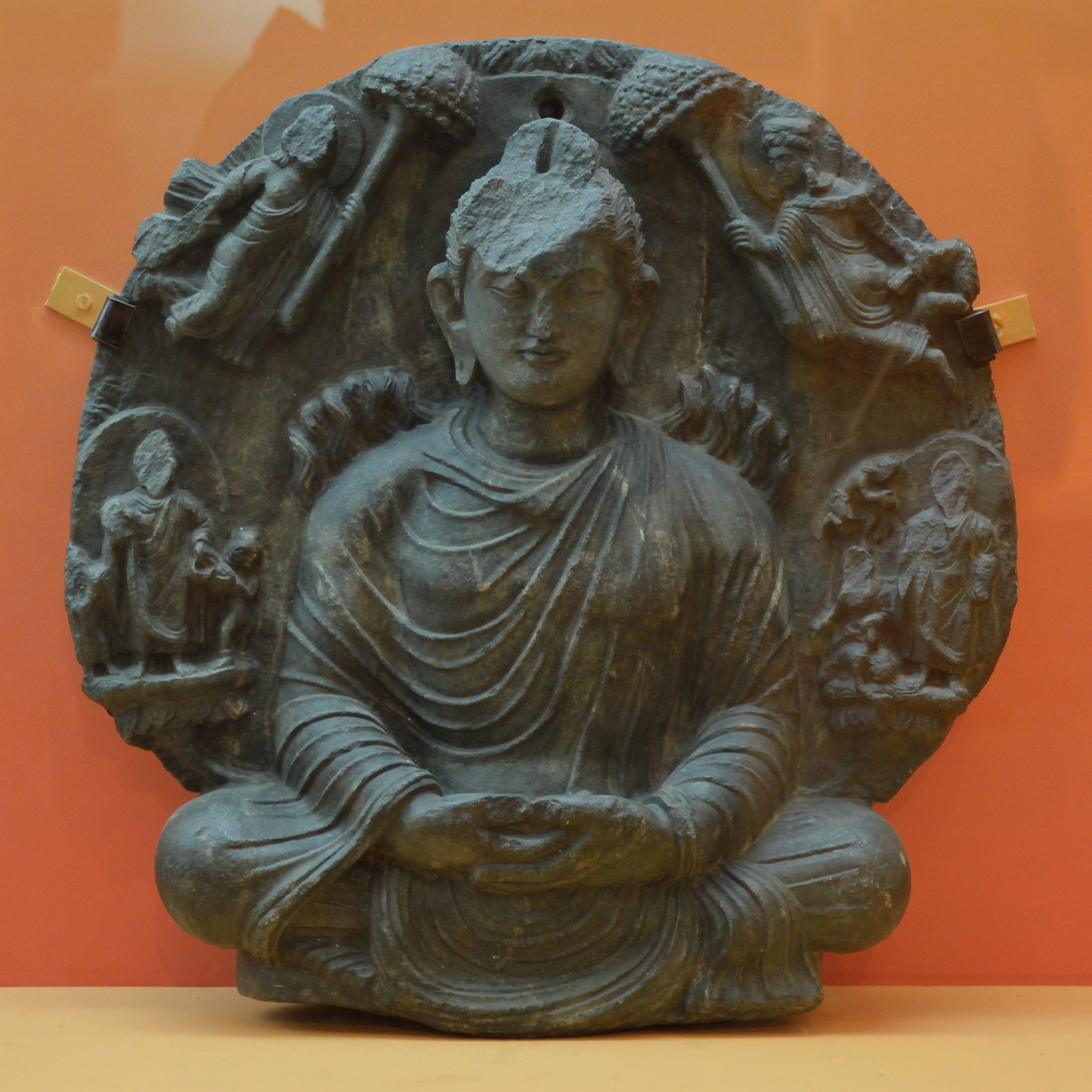
Miracolo di Sravasti, II secolo circa - Gandhara
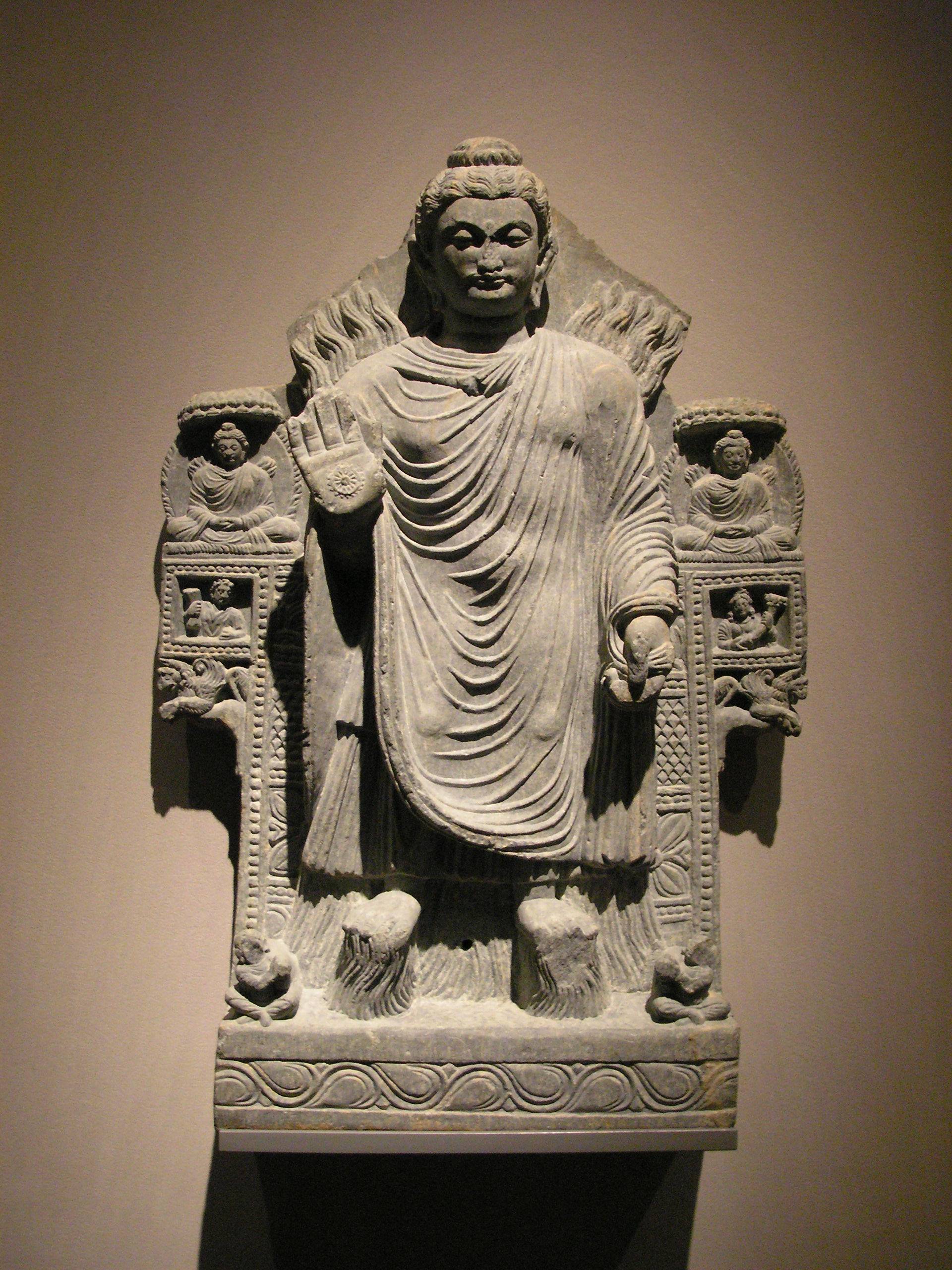
Gandhara, III secolo
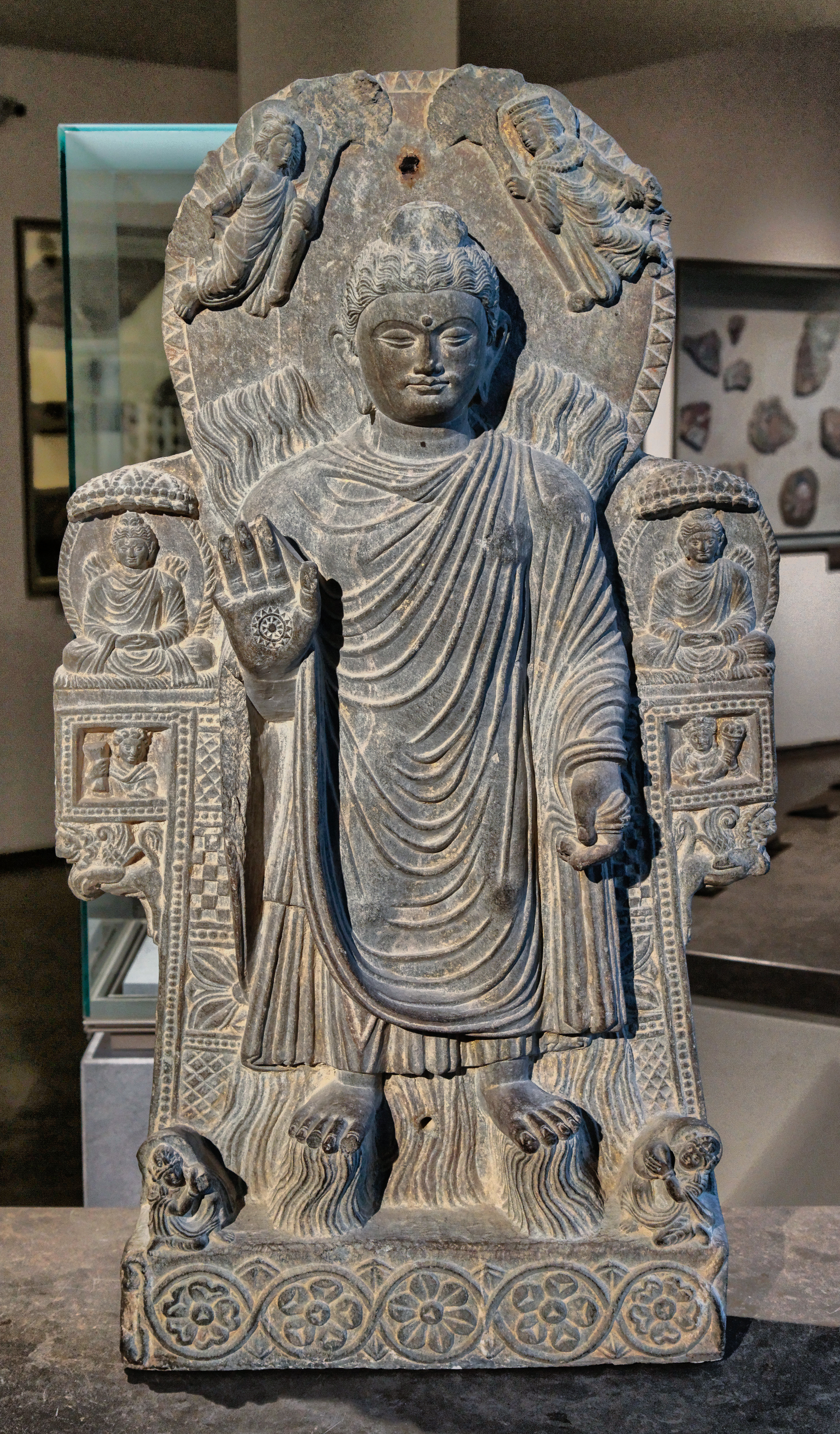
Regno di Kapisa, III secolo
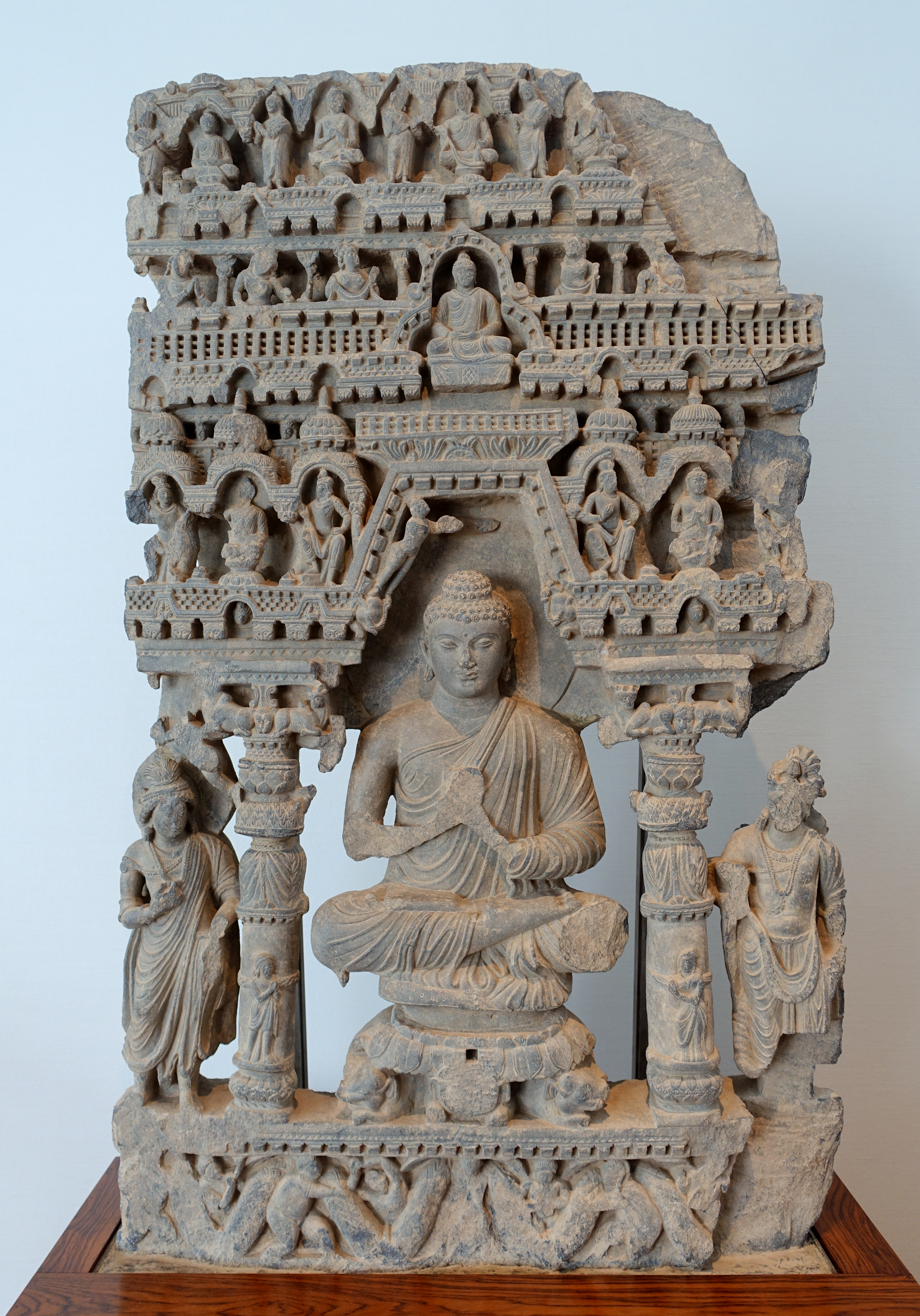
Gandhara, III secolo